# BeNUTS
beNUTS ist eine deutsche, aus München stammende Ska-Band, die 1994 von Daniel Mauss der The Braces und Pedro Steffan, ehemals Skaos gegründet wurde.

## Geschichte
Die achtköpfige Band entstand 1994 in München. Der Bandname soll eine Aufforderung zum Tanzen darstellen. 1996 erschien das Debütalbum Three Tone S’kaa auf (Artysan Records).
Die Band war in Süddeutschland live sehr aktiv und strebte aufgrund der vielsprachigen Texte schnell ins Ausland. Zwei Alben beim Düsseldorfer Label Wolverine Records führen die Band durch Deutschland (Tour mit Bad Manners) und Europa (Österreich, Schweiz, Frankreich, Tschechische Republik, Spanien, Slowenien, Italien).
Auf der „Sex Sells“ Tour spielte beNUTS 2004 einige Shows mit der spanischen Band Ska-P in Deutschland. 2005 trat beNUTS als eine der ersten deutschen Ska-Bands in Russland und Serbien auf. 2006 erschien die Maxi-CD A Fistful of Offbeat, auf der sich der musikalische Horizont von Ska zu Offbeat Rock erweitert. Im März desselben Jahres spielte die Band sieben Konzerte in Japan. Im Dezember 2006 veröffentlichte die Band das Live-Album Best of... Live! auf Wolverine Records. Neuer Sänger der Band war Konrad „El Konno“ Wissmath. Mit ihm entstand das Album Bavarian Ska Maniacs, das ursprünglich nur für den japanischen Markt aufgenommen wurde, im folgenden Jahr aber über Pork Pie auch in Europa vertrieben wurde. Im März 2008 trat die Band erneut in Russland auf und wurde bei A-One TV und MTV Russia ausgestrahlt. Im Herbst 2008 beendete das letzte Gründungsmitglied Daniel Mauss seine aktive Musikerlaufbahn und übernahm das Management der Band.
beNUTS wurde im November 2008 als beste deutsche Ska Band vom DRMV ausgezeichnet. Das Goethe-Institut schickte die Band im Juni 2009 auf eine Tour durch Rumänien. Auf GLM Records erschien am 30. Oktober 2009 das siebte Album Shut Up and Dance. Nach der gleichnamigen Deutschland-Tour verließ auch Sänger El Konno wieder die Band, um sich eigenen musikalischen Projekten zu widmen. Nach einer einjährigen Sängersuche, während der es ruhiger um die Band wurde, übernahm Ende 2010 Bassist Fabian zusätzlich die Position am Mikrophon. Seit Ende 2011 ist der ehemalige Sänger Silvester nach fast 10 Jahren Abwesenheit wieder aktives Bandmitglied.
beNUTS feierte 2015 ihr 20-jähriges Bühnenjubiläum.

## Diskografie

### Alben
- 1996: Three Tone S'kaa (Artysan Records)
- 1998: Captain Rude (Artysan Records)
- 2001: Nutty by Nature (Wolverine Records)
- 2004: Sex Sells (Wolverine Records)
- 2006: Best of... Live! (Wolverine Records)
- 2007: Bavarian Ska Maniacs (Southbell Records (Japan), Pork Pie (Europa))
- 2009: Shut Up and Dance (impulso @ GLM Music)

### EPs
- 1999: Haching (Rockwerk Records)
- 2004: Promo (Rockwerk Records)
- 2005: A Fistful of Offbeat (Rockwerk Records)

### Beteiligung an Samplern
- 1995: Ska Trax Vol. 2 (Heatwave Records)
- 1995: Awaken Undeads (OnTopRecords)
- 1995: Live im Feierwerk '95
- 1996: Ska, Ska Skandal 4 (Pork Pie)
- 1996: Skandalous, I've gotcha covered! (Shanachie Records)
- 1997: Die Wüste bebt No. 2 (Chiller Lounge Records)
- 1999: Deutschstunde Lektion 1 (Pork Pie Records)
- 1999: Ska Chartbusters (Wolverine Records)
- 1999: Die Wüste bebt No. 4 (Chiller Lounge Records)
- 2000: TV sucks (Wolverine Records)
- 2001: Rock'n'Roll Hell yeah (Wolverine Records)
- 2002: Ox-Compilation #45 (Ox Fanzine)
- 2002: Plastic Bomb #37 (Plastic Bomb Fanzine)
- 2002: Ska around crazy world Vol. 1 (Neuroempire Records Moskau)
- 2002: From Punk to Ska Vol. 2 (Wolverine Records)
- 2002: Skannibal Vol. 2 (Mad Butcher Records)
- 2003: Just strike again (Troskot Records Bulgarien)
- 2003: Blue beat in my soul (Nasty Vinyl)
- 2003: Bläser im Ska (Clarino Magazin)
- 2003: Ska Generation (brp records Moskau)
- 2003: Rock im Treff
- 2004: Wahrschauer Compilation (Wahrschauer)
- 2004: Frisch gepresst – IN München/Zündfunk (redwinetunes)
- 2005: 10 Jahre Free & Easy (Chiller Lounge Records)
- 2005: 13 years of burning Rock'n'roll (Wolverine Records)
- 2006: From Punk to Ska Vol. 3 (Wolverine Records)
- 2006: Frisch gepresst – IN München/Zündfunk Vol. 2 (redwinetunes)
- 2007: Reggae Sampler (Polen)
- 2008: Rock'n'roll is in my soul (Wolverine Records)
- 2011: Sound of Munich Now (Süddeutsche Zeitung)
- 2012: Der Süden Rockt! (Donikkl Productions)